# Ты не одинок
«Ты не одинок» (хинди कोई मिल गया, Koi… Mil Gaya) — индийская фантастическая комедия режиссёра Ракеша Рошана, снятая в оригинале на языке хинди и вышедшая в прокат 8 августа 2003 года. Главные роли исполнили Ритик Рошан, Прити Зинта и Рекха. Фильм рассказывает о молодом человеке, отстающем в развитии, который смог получить необычные способности с помощью друга-инопланетянина. В следующие годы были сняты два сиквела: «Крриш» (2006) и «Крриш 3» (2013)
Кассовые сборы фильма в Индии составили 72.5 крор, а общемировые сборы — 82 крора, сделав его самым кассовым фильмом года в Индии. «Ты не одинок» получил награды в различных номинациях Filmfare Awards, в том числе «Лучший фильм», и Национальной кинопремии, а также вошёл в программу Иерусалимского МКФ и NatFilm Festival в Дании.

## Сюжет
Учёный-уфолог Санджай Мехра представляет своим коллегам данные о том, что ему удалось получить отклик, послав в космос сигнал, но его поднимают на смех. Между тем посланный сигнал действительно привлёк инопланетян, однако их неожиданное появление привело к тому, что учёный не справился с управлением автомобиля и попал в аварию. Сам Мехра погиб, а его беременная жена Сония получила травмы, сказавшиеся на развитии ребёнка. Их сын Рохит родился умственно отсталым, и по достижении совершеннолетия так и не смог окончить школу. У него не получалось наладить отношения со сверстниками, все его друзья — дети, учащиеся вместе с ним в шестом классе.
Ниша, недавно приехавшая в городок девушка, становится жертвой безобидной шутки Рохита и его маленьких друзей. Думая, что Рохит сделал это специально, она жалуется на него своему поклоннику Раджу. Радж с друзьями решают проучить шутника и ломают его скутер. Мать Рохита, стремясь устыдить молодых людей за такое поведение, объясняет Нише, что умом Рохит ещё ребёнок и не хотел ничего плохого. Ниша мирится с ним, и они становятся друзьями.
Проводя время вместе, Ниша и Рохит случайно вызывают инопланетян с помощью старого компьютера доктора Мехры. Прилетев, инопланетяне оставляют одного из них на Земле, и тот, спасаясь от прибывших на место посадки НЛО военных, прячется в доме семьи Мехра. Рохит, Ниша и другие дети заводят дружбу со своим гостем, дав ему имя «Джаду» (рус. Волшебство), когда обнаруживают его необычные способности.
Тем временем Радж, раздосадованный тем, что Ниша проводит много времени с Рохитом, пускает слух о своей помолвке с ней. Рохит расстроен, так как думал, что Ниша — его «девушка». Он жалуется Джаду, что из-за умственной неполноценности ему никогда не быть счастливым. Ночью Джаду решает помочь своему другу и использует на нём свои силы. Изменения начинаются со следующего утра. Рохит не сразу понимает, что ему больше не нужно носить очки, так как теперь он всё хорошо видит и без них. В школе он моментально решает задачу для старшего класса. А на занятиях по компьютерной грамотности, к которым его не хотели допускать из-за неуспеваемости, читает небольшую лекцию о работе с компьютером.
Однако полиции становится известно о том, что один из инопланетян остался на Земле. Его ловят и собираются отправить в Америку для исследований, но Рохиту удаётся его освободить. Он доставляет Джаду к вернувшемуся кораблю инопланетян. После того, как Джаду улетает, Рохит теряет все приобретённые способности, став таким же, как был до прилёта НЛО.
Позже Джаду возвращает Рохиту его способности.

## В ролях
- Ритик Рошан — Рохит Мехра
- Прити Зинта — Ниша
- Рекха — Сония Мехра, мать Рохита
- Мукеш Риши — инспектор Хуршид Хан
- Джонни Левер — Челарам Сукхвани, полицейский
- Ракеш Рошан — Санджай Мехра, отец Рохита, уфолог
- Раджат Беди[англ.] — Радж Саксена, поклонник Ниши
- Прем Чопра — Харбанс Саксена, отец Раджа
- Хансика Мотвани — Прия, одноклассница Рохита
- Омкар Пурохит — Чхоту, одноклассник Рохита[5]
- Анудж Пандит — сикх-одноклассник Рохита
- Мохит Маккад, Джай Чокси, Пранита Бишной — остальные друзья Рохита

## Производство
Съёмки фильма начались 14 ноября 2001 года на студии Film City. Большая часть фильма была снята в Мумбаи и несколько сцен — в городке Найнитал. Съёмки одного из музыкальных номеров проводились в Канаде недалеко от Ванкувера.
Бюджет фильма составил 300 млн рупий, при этом почти 20 % бюджета ушло на создание спецэффектов. Для этого Рошан нанял экспертов из Голливуда, Марка Кольбе и Крейга Мунну, работавших над такими хитами, как «День независимости», «Годзилла» и «Дети шпионов». Над созданием костюма инопланетянина работали техники из Австралии.
Фильм был выпущен в прокат в количестве 300 копий для внутреннего рынка, в том числе 35 цифровых, и 160 копий для проката за рубежом.

## Саундтрек
Все тексты написаны Девом Кохли, вся музыка написана Раджешем Рошаном.
| №  | Название                       | Исполнители              | Длительность |
| -- | ------------------------------ | ------------------------ | ------------ |
| 1. | «Koi Mil Gaya»                 | Удит Нараян, К. С. Читра | 7:14         |
| 2. | «Idhar Chala Main Udhar Chala» | Удит Нараян, Алка Ягник  | 6:07         |
| 3. | «Jadoo Jadoo»                  | Удит Нараян, Алка Ягник  | 5:55         |
| 4. | «It's Magic»                   | Таз                      | 5:50         |
| 5. | «In Pancchiyon»                | Шаан, Кавита Кришнамурти | 6:34         |
| 6. | «Jadoo Jadoo 2»                | Аднан Сами, Алка Ягник   | 5:55         |
| 7. | «Haila Haila»                  | Удит Нараян, Алка Ягник  | 5:48         |
| 8. | «Instrumental Theme»           | Прити Уттам              | 4:32         |

## Критика
В целом критики хорошо приняли фильм, отмечая, что он изначально создавался как коммерческая кинолента. Как один из немногих научно-фантастических фильмов Индии, «Ты не одинок» не избежал сравнения с Голливудом, в частности с фильмами Стивена Спилберга «Близкие контакты третьей степени» и «Инопланетянин». Среди недостатков картины Р. Сваминатхан из Rediff.com назвал низкое качество производства. Прежде всего критике подвергся облик инопланетянина: «Джаду выглядит пластиковой, заставленной жить механической штуковиной, и имеет большие, но пустые глаза». По мнению Читры Махеша из The Hindu «космический корабль и его панель управления смотрится немного дилетантскими», хотя над спецэффектами трудились специалисты из Голливуда.
Особые похвалы получило исполнение роли психически неполноценного человека Ритиком Рошаном. Таран Адарш из Bollywood Hungama заметил что «Изображать героя как умственно отсталого на протяжении большей части фильма — большой риск сам по себе, но Рошан-младший выполняет эту задачу с апломбом». Прити Зинта получила смешанные отзывы. BBC написала что «игра Прити является посредственной и не оказывает слишком сильного воздействия, хотя она превосходна в создании атмосферы, необходимой для многих эмоциональных сцен в фильме». Положительную оценку своей работы получили Рекха и Мукеш Риши.
Rediff.com также оценил саундтрек фильма: «песни Раджеша Рошана достигнут ваших ушей и останутся там на какое-то время. Большинство из них находится в синхронизации с основной сюжетной линией». Особое внимание заработали композиции «Idhar Chala» и «It’s Magic». Операторская работа Рави Чандрана и Самира Арьи была названа удивительной.
На Rotten Tomatoes фильм имеет 75 % рейтинг критиков, основанный на восьми обзорах, а также рейтинг аудитории 76 %, основанный на более чем 7 000 голосах.

## Награды и номинации
Национальная кинопремия Индии
- Лучший фильм о прочих социальных проблемах
- Лучшие спецэффекты — Джеймс Колмер, Лара Денман, Марк Колбе, Крейг А. Мунна
- Лучшая хореография — Фара Хан («Idhar Chala»)

| Filmfare Awards - Лучший фильм - Лучший режиссёр — Ракеш Рошан - Лучший актёр — Ритик Рошан - Лучший актёр по мнению критиков — Ритик Рошан - Лучшая хореография — Фара Хан («Idhar Chala») | Номинации - Лучшая актриса — Прити Зинта - Лучшая актриса второго плана — Рекха - Лучший комик — Джонни Левер - Лучший закадровый исполнитель — Удит Нараян («Idhar Chala») - Лучшая закадровая исполнительница — Читра («Koi Mil Gaya») - Лучшая музыка к песне — Раджеш Рошан |

IIFA Awards
- Лучшее исполнение мужской роли — Ритик Рошан
- Лучшая запись песен — Сатиш Гупта
- Лучшая работа звукорежиссёра — Джитендра Чаудхари
- Лучшие спецэффекты — Bimmini Special Fx, Digital Art Media

Zee Cine Awards
- Лучший фильм
- Лучший режиссёр — Ракеш Рошан
- Лучший актёр — Ритик Рошан

Screen Awards
- Лучший фильм
- Лучший режиссёр — Ракеш Рошан
- Лучший актёр — Ритик Рошан